# 里拉角

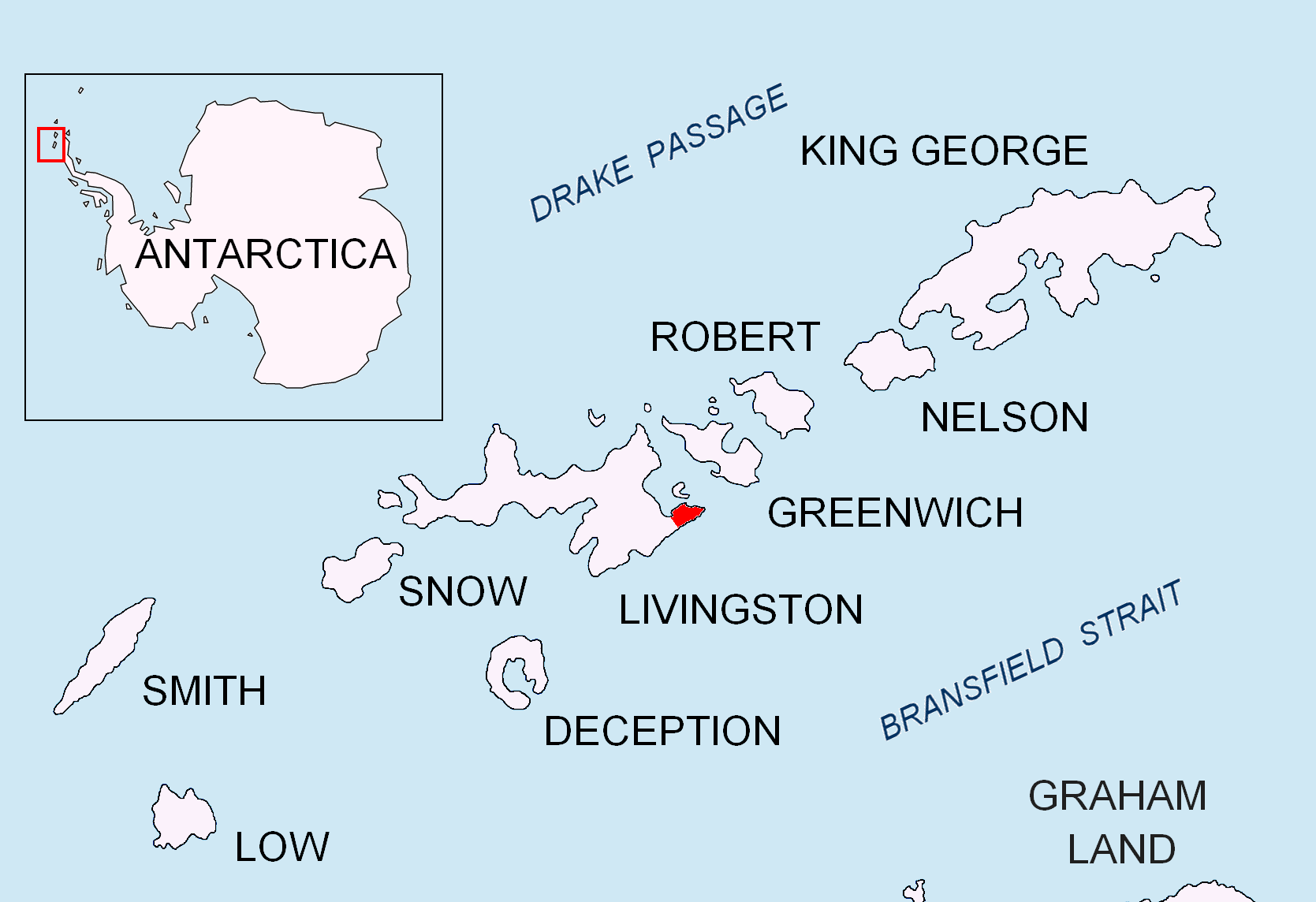

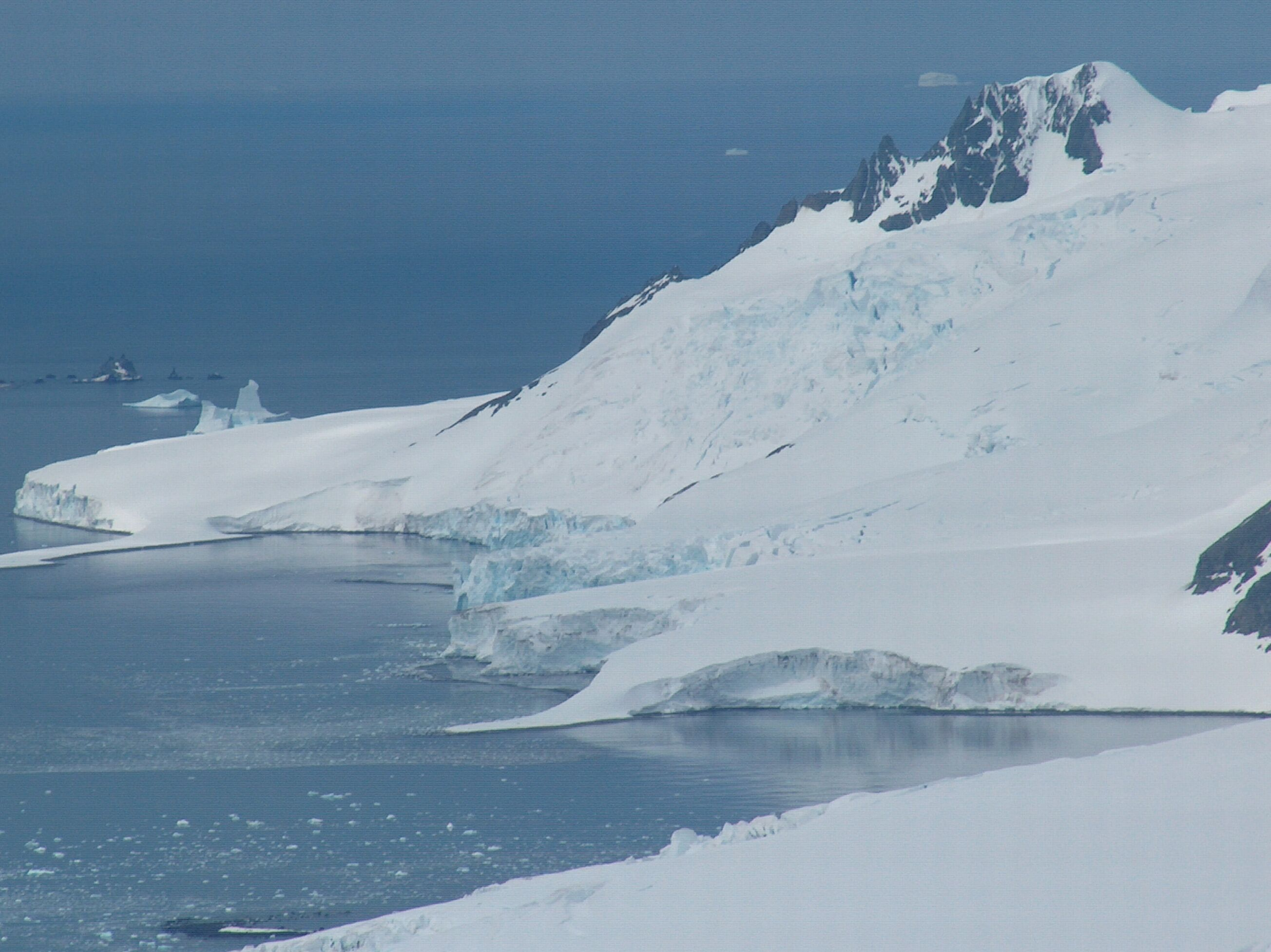

里拉角（英語：Rila Point）是南極洲的海岬，位於南設得蘭群島的利文斯頓島，處於德爾切夫峰西北面3.2公里、亞納角以東1.93公里、愛丁堡山以南9公里、半月島西南面3.51公里和雷納角以西8.61公里。
62°37′12.5″S 59°58′20.5″W / 62.620139°S 59.972361°W

## 外部連結
- SCAR Composite Antarctic Gazetteer（页面存档备份，存于）.